# Xu Jingen
Xu Jingen (徐靖恩T, Xú JìngēnP; 26 dicembre 2006) è un goista taiwanese.
Il suo nome è talvolta trascritto come Xu Jing'en, Xu Qingen o Hsu Ching-en.

## Biografia
Divenuto professionista nel 2019, è stato promosso 2 dan nell'ottobre dello stesso anno e 3 dan a giugno 2020.
Nel 2021 è stato semifinalista nella seconda edizione del Mingren, persa contro Wang Yuanjun, ed è stato successivamente promosso 4 dan.
Nel 2022 è stato semifinalista nella terza edizione del Kuaiqi, sconfitto da Xu Haohong.
Nel 2023 è stato promosso 5 dan. Ha raggiunto la finale della quindicesima edizione della Coppa Haifeng, poi persa per 0-2 contro Wang Yuanjun a marzo. A giugno ha vinto la finale dell'ottava edizione dello Xinren Wang, un torneo per goisti taiwanesi under-20. A inizio settembre ha perso per 0-4 la finale della quarta Coppa UMC contro Xu Haohong. A fine settembre ha partecipato insieme a Xu Haohong, Lai Junfu, Lin Chunyen e Wang Yuanjun alla competizione maschile a squadre dei Giochi asiatici, come rappresentante della squadra taiwanese. Nel torneo preliminare ha ottenuto tre vittorie e due sconfitte, contro il giapponese Iyama Yuta e contro il cinese Yang Kaiwen, contribuendo al passaggio della sua squadra alla fase a eliminazione diretta. Non ha giocato nella semifinale persa da Taipei contro la squadra cinese, mentre nella finale per la medaglia di bronzo contro il Giappone, persa da Taipei per 1–4, Xu ha nuovamente perso contro Iyama Yuta. A dicembre ha vinto la quarta edizione del Kuaiqi, un torneo a tempi di riflessione ridotti.
A marzo 2024 ha perso 0-2 la finale della sedicesima edizione della Coppa Haifeng contro Xu Haohong. Nel maggio dello stesso anno ha perso per 1-2 contro Chen Qirui la finale della nona edizione dello Xinren Wang. A ottobre ha perso la finale del Kuaiqi contro Xu Haohong.
Ad aprile 2025 ha perso la Coppa Haifeng contro Lin Junyan per 1-2; si è trattato della terza sconfitta consecutiva nella finale di questa competizione. A giugno ha perso la finale del Tianyuan contro il detentore Xu Haohong.

## Palmarès
| Nazionali     | Nazionali | Nazionali     |
| Tornei        | Vittorie  | Finalista     |
| ------------- | --------- | ------------- |
| Coppa UMC     |           | 1 (2023)      |
| Coppa Haifong |           | 3 (2023-2025) |
| Kuaiqi        | 1 (2023)  | 1 (2024)      |
| Xinren Wang   | 1 (2023)  | 1 (2024)      |
| Tianyuan      |           | 1 (2025)      |
| Totale        | 2         | 7             |